# SS Edmund Fitzgerald
Le SS Edmund Fitzgerald est un ancien navire cargo américain en activité dans les Grands Lacs en Amérique du Nord, qui a transporté durant 17 ans du minerai de fer des mines près de Duluth (Minnesota) jusqu'aux aciéries de Détroit, Toledo et à d'autres du Midwest. Le navire a établi six fois des records saisonniers de chargement, battant souvent son propre record.
Le navire a coulé dans le lac Supérieur à la suite d'une tempête le 10 novembre 1975 au large de Whitefish Point, avec tout son équipage de 29 personnes. Lors de son lancement le 8 juin 1958, il était le plus grand navire sur les Grands Lacs et reste le plus grand y ayant sombré. Une chanson est dédiée aux victimes, The Wreck of the Edmund Fitzgerald, écrite, composée et chantée par le Canadien Gordon Lightfoot. Les paroles reprennent pour l'essentiel les informations d'un article de presse. La chanson sort en 1976.

## Histoire

### Construction
La Northwestern Mutual Life Insurance Company de Milwaukee, Wisconsin, a investi grandement dans l'industrie primaire, dont celle du fer. Elle fut la première compagnie d'assurance à investir dans la construction d'un minéralier, le Fitzgerald, à cette fin. En 1957, la compagnie engage des Great Lakes Engineering Works (GLEW), River Rouge, Michigan, pour concevoir et construire le premier Laker (vraquier des Grands Lacs) aux dimensions s'approchant de celles maximales que peut accueillir la toute nouvelle voie maritime du Saint-Laurent, soit 222,5 m de longueur, 22,9 m de largeur et un tirant d'eau de 7,6 m. GLEW débuta la coque le 7 août de la même année.
Avec un port en lourd de 26 417 tonnes et 222 m de long, le Fitzgerald est devenu le plus long navire naviguant sur les Grands Lacs jusqu'au 17 septembre 1959, lorsque le SS Murray Bay de 222,5 m fut lancé. Les trois zones de fret du Fitzgerald pouvaient être chargées par 21 trappes étanches, chacune de 3,4 par 14,6 m et 7,9 mm d'épaisseur en acier,. Les chaudières de la turbine à vapeur étaient chauffées à l'origine au charbon mais furent converties au mazout durant l'hivernage 1971-72. En 1969, la manœuvrabilité du navire fut améliorée par l'installation d'un propulseur d'étrave alimenté au diesel.
Selon les normes des minéraliers, l'intérieur du Fitzgerald était luxueux. Son ameublement conçu par J.L. Hudson Company incluait une moquette profonde, des salles de bains carrelées, des rideaux sur les hublots et des chaises pivotantes en cuir dans le salon. Il y avait deux salles pour les passagers occasionnels. Le navire avait l'air conditionné jusqu'aux quartiers de l'équipage et ces derniers était plus cossus que la normale. Une grande cuisine et garde-manger servaient des repas à deux salles à manger. La cabine de pilotage du Fitzgerald recelait les instruments les plus modernes et une salle des cartes complète.

### Lancement
Le navire fut baptisé le 7 juin 1958 du nom du président d'alors de la Northwestern, Edmund Fitzgerald. Son grand-père avait été lui-même un capitaine des Grands Lacs et son père était propriétaire de la Milwaukee Drydock Company, une entreprise de construction et de réparation navale. Plus de 15 000 personnes assistèrent à la cérémonie mais l'événement fut teinté d'un mauvais présage : il fallut trois tentatives à Elizabeth Fitzgerald, l'épouse d'Edmund Fitzgerald, pour briser la bouteille de champagne sur la proue du navire. Il a aussi fallu 36 minutes à l'équipe du chantier naval pour libérer les blocs retenant la quille et le navire glissant de côté dans l'eau s'est écrasé violemment sur un quai. Le 22 septembre 1958, le Fitzgerald acheva neuf jours d'essais en mer.

### Carrière
Selon la pratique normale de la Northwestern, la compagnie achetait des navires et les louait à un exploitant externe. Dans le cas du Fitzgerald, le contrat était de 25 ans avec l'armateur Oglebay Norton Corporation qui l'a immédiatement assigné comme navire amiral de sa flotte Columbia Transportation,. Le Fitzgerald fut une bête de somme pour la compagnie, battant souvent ses propres records de chargement dont le plus grand fut de 27 842 tonnes en un seul voyage en 1969.
Durant sa carrière de 17 ans, le Fitzgerald a transporté exclusivement du minerai de fer des mines du Minnesota près de Duluth aux ports desservant les aciéries des Grands Lacs. Établissant six fois des records saisonniers de chargement, le navire fut connu par les surnoms de « Fitz », « Pride of the American Flag », « Mighty Fitz », « Toledo Express », « Big Fitz » et « Titanic des Grands Lacs »,,. Le chargement du Fitzgerald prenait environ quatre heures et demie alors que le déchargement prenait environ 14 heures. Un aller-retour entre Superior (Wisconsin) et Détroit (Michigan) prenait en moyenne cinq jours et il effectuait 47 voyages par saison. Son trajet habituel l'amenait jusqu'à Toledo (Ohio) mais il pouvait desservir d'autres ports également. En novembre 1975, le Fitzgerald avait enregistré environ 748 allers-retours sur les Grands Lacs et parcouru plus d'un million de milles, une distance à peu près équivalente à 44 voyages autour du monde.
Le capitaine Peter Pulcer était connu pour la musique sortant de l'interphone du navire en passant par les rivières St. Clair et Détroit, entre les lacs Huron et Érié, et divertissant aussi les riverains aux écluses du Sault-Sainte-Marie, entre les lacs Supérieur et Huron,.
En 1969, le navire reçut un prix d'excellence en matière de sécurité pour huit années de fonctionnement sans incident de travail. Mais sa série s'est terminée en 1970 quand il est entré en collision avec le SS Hochelaga. Cette même année, le Fitzgerald frappa le mur d'une écluse, un accident répété en 1973 et 1974. En 1974, il perdit aussi son ancre de proue dans la rivière Détroit. Aucun de ces incidents n'étaient considérés comme graves ou inhabituels et comme tout navire des Grands Lacs, il était conçu pour durer plus d'un demi-siècle.

### Naufrage

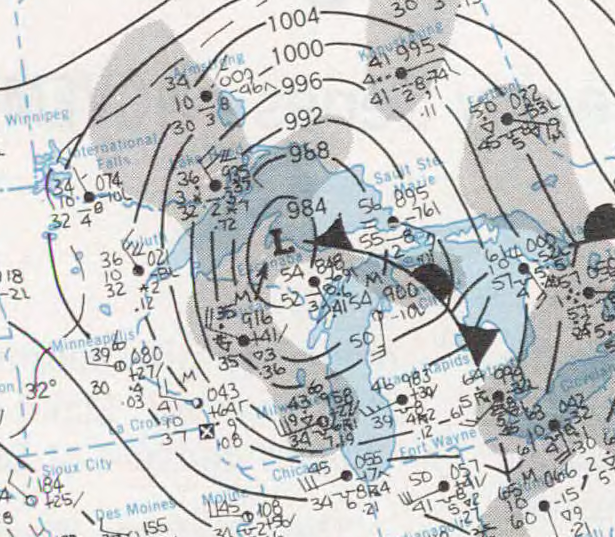
Carte météorologique d'analyse du 10 novembre 1975.

L’Edmund Fitzgerald a quitté Superior, au Wisconsin, à 14 h 15 l'après-midi du 9 novembre 1975, sous le commandement du capitaine Ernest M. McSorley, en route pour l'aciérie sur l'île de Zoug, près de Detroit, Michigan, avec une cargaison de 26 535 tonnes de boulettes de minerai de fer à sa vitesse maximale de 14,2 nœuds (26 km/h),. Vers 17 heures, il a rejoint un second cargo, l’Arthur M. Anderson, sous le commandement du capitaine Jesse B. (Bernie) Cooper à destination de Gary, Indiana, venant de Two Harbors, Minnesota. Les prévisions météo ne montraient rien d'inhabituel pour novembre, le National Weather Service américain (NWS) prévoyant qu'une tempête passerait juste au sud du lac Supérieur à 7 h le 10 novembre.

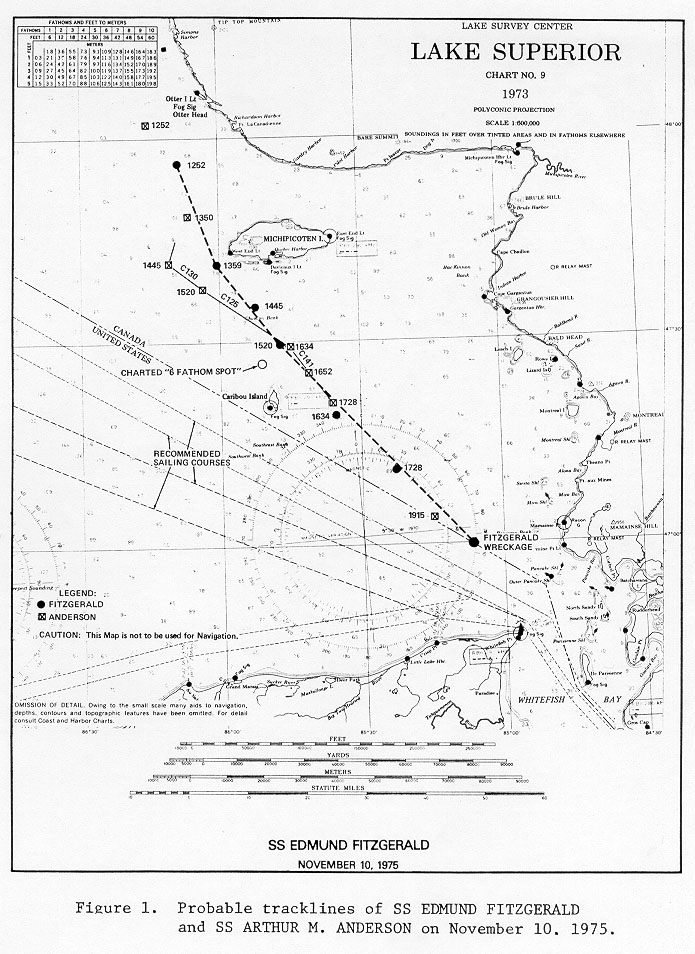
Le cours probable suivi par l’Edmund Fitzgerald et l’Arthur M. Anderson selon le Conseil national de la sécurité des transports des États-Unis.

Le SS Wilfred Sykes fut chargé au même quai #1 de la Burlington Northern à 16 h 15 que le Fitzgerald, mais son capitaine, Dudley J. Paquette, fit sa propre prévision météorologique en suivant l'histoire de la dépression et décida que la tempête serait majeure et traverserait directement le lac, les faits lui donneront raison plus tard. Il choisit donc un itinéraire le long de la rive nord du lac afin d'éviter les pires effets de la tempête et permettre de s'abriter rapidement. L'équipage du Sykes a suivi les conversations radio entre le Fitzgerald et l’Anderson au cours de la première partie de leur voyage et entendit leurs capitaines décider de prendre l'itinéraire régulier des pilotes du lac Supérieur, suivant la prévision officielle.
À 19 heures, le NWS modifia ses prévisions et émit un avis de coup de vent pour l'ensemble du lac Supérieur. L’Anderson et le Fitzgerald changèrent donc de cap pour être plus au nord à la recherche d'abris le long de la côte ontarienne du lac. Vers 1 h le 10 novembre, le Fitzgerald signala les premiers effets d'une tempête, soit des vents de 52 nœuds (96 km/h) et des vagues de 3 m. Le capitaine du Sykes rapporta à l'enquête sur le naufrage qu'après 1 heure, il entendit à la radio le capitaine du Fitzgerald dire qu'il avait réduit la vitesse du navire en raison des conditions difficiles et fut stupéfait de l'entendre dire plus tard : « nous allons essayer de rejoindre le côté sous le vent de l'Isle Royale », lui qui généralement n'était pas du genre à se laisser détourner par de mauvaises conditions.
À 2 heures le 10 novembre, le NWS rehaussa son bulletin d'alerte à un avis de tempête avec des vents prévus de 35 à 50 nœuds (93 km/h). Jusque-là, le Fitzgerald avait suivi l’Anderson, qui voguait à une vitesse constante de 12,7 nœuds (23,5 km/h), mais le Fitzgerald plus rapide le dépassa vers 3 heures du matin,. Lorsque le centre de la tempête passa sur les navires le matin du 10 novembre, les vents changèrent de direction, passant du nord-est au sud puis au nord-ouest, et faiblirent temporairement. À 13 h 50, l’Anderson enregistra des vents de 5 nœuds (9,3 km/h) mais ils se renforcèrent rapidement ensuite. Il commença à neiger à 14 h 45, réduisant la visibilité, et l’Anderson signala avoir perdu de vue le Fitzgerald à environ 26 km en avant de lui.
Peu après 15 h 30, le capitaine du Fitzgerald signala par radio que le navire prenait l'eau et avait perdu deux couvercles de ventilation et un garde-corps de la clôture. Le navire avait également pris de la gîte. Deux des six pompes de cale du Fitzgerald fonctionnaient en continu pour vider l'eau et le capitaine mentionna qu'il ralentirait son navire pour que l’Anderson puisse combler l'écart entre eux. Peu après, la Garde côtière des États-Unis (USCG) mit en garde tous les navires que les écluses du Sault-Sainte-Marie avaient été fermées et que tous les navires devraient chercher un mouillage sûr. Peu après 16 h 10, le capitaine du Fitzgerald appela à nouveau l’Anderson pour signaler une panne de radar, lui demandant de le suivre avec le sien dès qu'il serait à sa portée, soit 16 km.

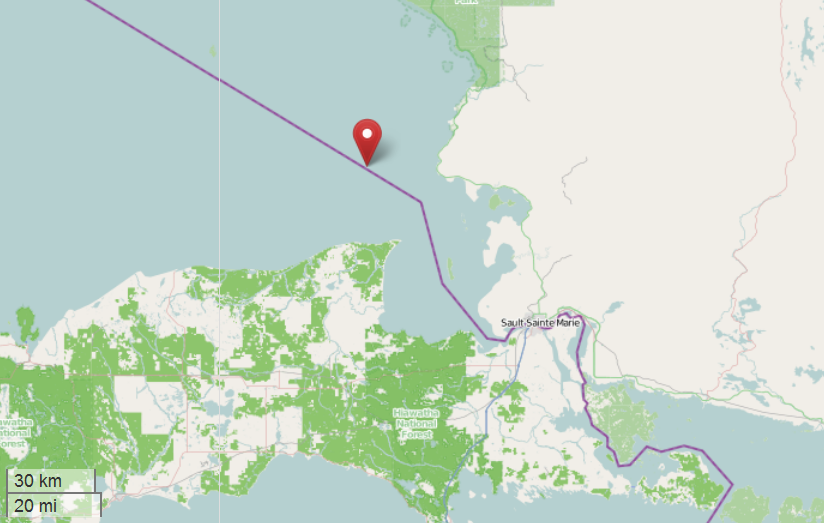
Carte montrant le lieu du naufrage.

Pendant un certain temps, l’Anderson dirigea le Fitzgerald vers la sécurité relative de Whitefish Bay, puis à 16 h 39, le capitaine du Fitzgerald contacta la station de l'USCG à Grand Marais, Michigan, pour savoir si le phare et la balise de navigation de Whitefish Point étaient opérationnels. L'USCG répondit que leur équipement de surveillance indiquait que les deux instruments étaient inactifs. Le capitaine demanda par radio à tous navires dans les parages de Whitefish Point de lui confirmer cette information et le capitaine Cedric Woodard de l’Avafors lui répondit entre 17 et 17 h 30 que le phare fonctionnait mais pas la balise radio. Woodard témoigna lors de l'enquête qu'il avait entendu le capitaine McSorley dire « ne laissez personne sur le pont » ainsi que quelque chose d'incompréhensible déformé par le bruit du vent. Quelque temps plus tard, le capitaine du Fitzgerald dit à Woodard « j'ai beaucoup de gîte, j'ai perdu les deux radars et je prends une mer déchaînée sur le pont dans l'une des pires tempêtes que j'ai jamais vues ».
Tard dans l'après-midi du 10 novembre, des vents soutenus de plus de 50 nœuds (93 km/h) furent enregistrés par des navires et des stations d'observation à travers tout l'est du lac Supérieur. Les vents consignés dans le livre de bord de l’Anderson  à 16 h 52 étaient de 58 nœuds (107 km/h), tandis que les vagues atteignaient 7,6 m à 18 heures. L’Anderson fut également frappé par des rafales de 70 à 75 nœuds (139 km/h) et des vagues scélérates de 11 mètres.
La dernière communication du Fitzgerald est survenu vers 19 h 10, lorsque l’Anderson l'informa qu'un navire remontait le lac en sa direction et il demanda quelle était sa situation. Le capitaine McSorley répondit « Nous tenons le coup ». Le minéralier coula quelques minutes plus tard sans lancer de signal de détresse et disparut du radar de l’Anderson.

### Recherches

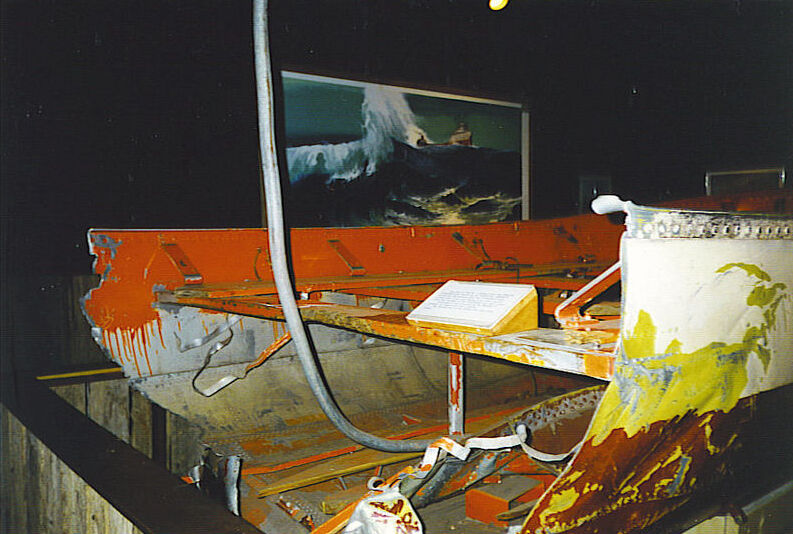
Un des canots de sauvetage de l’Edmund Fitzgerald au musée maritime Valley Camp.

Le capitaine Cooper de l’Anderson a d'abord appelé le poste de l’USCG à Sault Sainte-Marie à 19 h 39 sur la fréquence de détresse. L'opérateur lui demanda de rappeler un autre canal afin de garder leur canal d'urgence ouvert et parce que la Garde-côte éprouvait des difficultés avec leurs communications, leurs antennes ayant été soufflées par la tempête. Cooper contacta ensuite le navire Nanfri remontant vers le dernier point connu du Fitzgerald, mentionnant qu'il ne pouvait pas localiser ce dernier sur son radar. Ce n'est qu'à 19 h 54, après plusieurs tentatives que Cooper a pu rejoindre l'officier de service de l’USCG qui lui demanda de chercher un bateau de 4,9 m dans son secteur. Vers 20 h 25, Cooper rappela l'USCG pour renouveler son inquiétude au sujet du Fitzgerald, puis à 21 h 3, signaler sa disparition. Le Maître Philip Branch de l'USCG témoigna plus tard qu'il avait considéré le rapport sérieux mais pas urgent à ce moment.
Vers 21 h, faute d'avoir des navires de recherche et de sauvetage disponibles dans les environs pour se lancer à la recherche du Fitzgerald, l'USCG demanda à l’Anderson de chercher des survivants. Vers 22 h 30, l'USCG demanda à tous les navires commerciaux ancrés à proximité de Whitefish Bay de lancer les recherches. Les premiers sur les lieux furent l’Anderson et un second cargo, le SS William Clay Ford. Les efforts d'un troisième cargo, le SS Hilda Marjanne de Toronto, furent contrecarrés par les conditions météorologiques.
L'USCG envoya un mouilleur de bouées, le Woodrush partant de Duluth au Minnesota, mais il fallut deux heures et demie pour l'armer et un jour pour arriver à la zone de recherche. La station de l'USCG à Traverse City, Michigan envoya un avion Grumman HU-16 Albatross qui arriva sur place à 22 h 53 tandis qu'un hélicoptère Sikorsky S-62 avec un projecteur de 3,8 millions de candelas arriva à 1 h le 11 novembre. Un avion de la Garde côtière canadienne se joignit à la recherche qui dura trois jours et la police provinciale de l'Ontario dépêcha une patrouille des plages le long de la rive est du lac Supérieur.
Bien que des débris furent repérés, y compris les canots de sauvetage et des radeaux, aucun survivant ne fut retrouvé. Lors de son dernier voyage, l'équipage du Fitzgerald comptait 29 personnes dont le capitaine, les trois officiers de pont, cinq mécaniciens, trois huileurs, un cuisinier, un homme de maintenance salle des machines, deux hommes d'entretien, trois matelots de vigie, trois matelots, trois timoniers, deux serveurs de cuisine, un cadet et un steward. La plupart des membres l'équipage était de l'Ohio et du Wisconsin et leur âge allait de 21 ans pour le matelot Mark Andrew Thomas à 63 ans pour le capitaine McSorley à la veille de sa retraite.
Le Fitzgerald est parmi les plus grands navires et les plus connus à avoir fait naufrage sur les Grands Lacs, mais loin d'être le seul au fond du lac Supérieur. Entre 1816, quand l’Invincible fut perdu, et 1975, la zone de Whitefish Point a connu au moins 240 naufrages.

## Découverte et études de l'épave

### Découverte

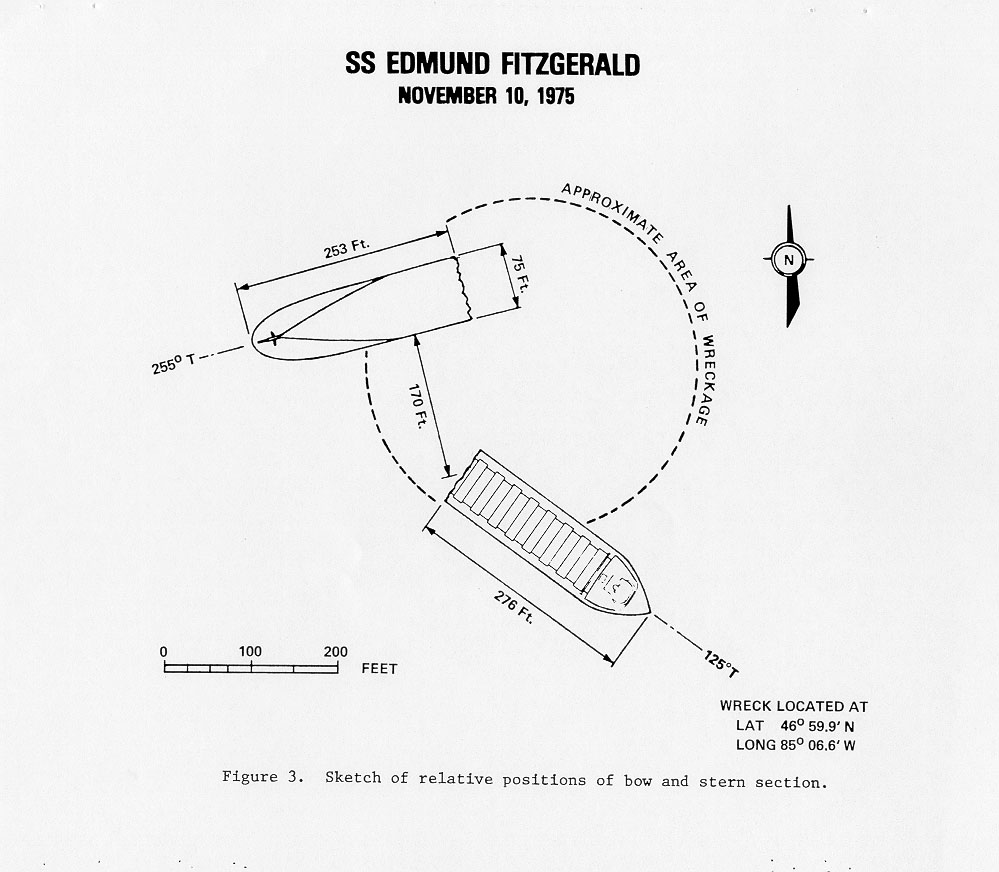
Dessin de l'USCG montrant la position relative des deux sections du navire.

Un avion de la marine américaine Lockheed P-3 Orion, piloté par le lieutenant George Conner et équipé pour détecter les anomalies magnétiques habituellement associées à des sous-marins, a trouvé l'épave le 14 novembre 1975. Le Fitzgerald gisait en eaux canadiennes à environ 24 km à l'ouest de Deadman's Cove, Ontario (27 km de l'entrée de Whitefish Bay) à proximité de la frontière internationale, à une profondeur de 160 m. Une recherche par sonar latéral du 14 au 16 novembre par l'USCG montra que le navire était brisé en deux grandes section au fond du lac. La marine américaine a également contracté Seaward, Inc. pour mener une deuxième enquête entre le 22 et le 25 novembre.
Du 20 au 28 mai 1976, la marine américaine effectua des plongées avec un submersible-robot, le CURV-III, pour détailler le naufrage du Fitzgerald. Selon les estimations de la Marine, la section de proue avait 84 m et celle arrière 77 m. La section de proue se tenait verticalement dans la boue à quelque 52 m de la section arrière à un angle de 50 degrés l'une de l'autre. Entre les deux sections, une grande masse de pastilles de minerai de fer et de débris, y compris les panneaux d'écoutilles et des plaques de la coque, était dispersée.

### Expéditions subséquentes

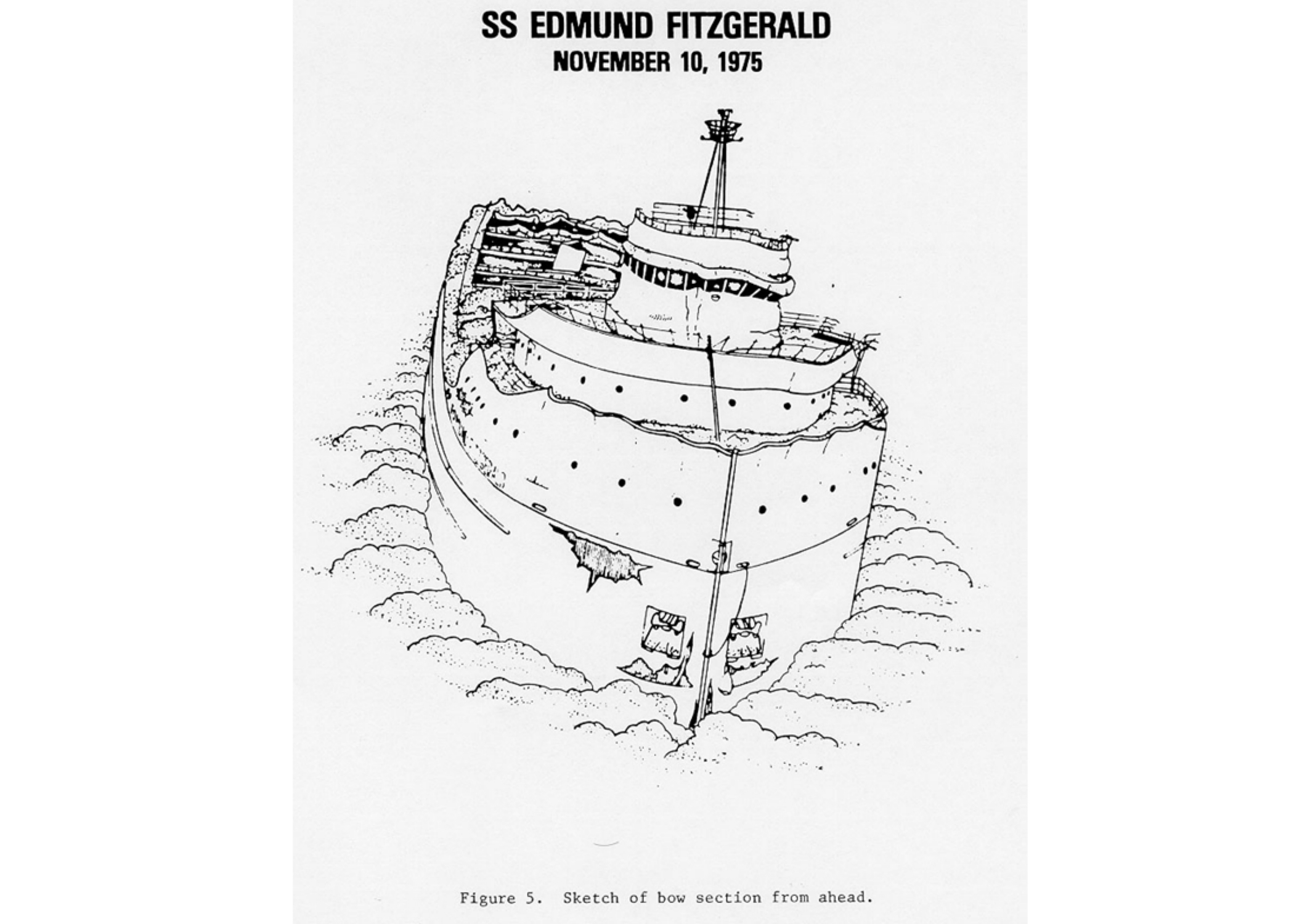
Esquisse de la proue dans le rapport du Conseil national de la sécurité des transports (NTSB).

En 1980, lors d'une expédition du lac Supérieur par Jean-Michel Cousteau, fils de Jacques Cousteau fameux explorateur marin, deux plongeurs du Calypso furent les premiers humains à revoir le Fitzgerald. La plongée fut brève et sans conclusion définitive mais l'équipe spécula que le navire s'était rompu en surface.
Le programme Sea Grant Michigan de la NOAA organisa trois jours de plongée pour examiner le Fitzgerald en 1989. L'objectif principal était d'enregistrer une vidéo en trois dimensions pour les programmes muséaux et la production de documentaires éducatifs. L'expédition utilisa un système sonar remorqué (TSS Mk1) et un véhicule sous-marin télécommandé (ROV) construits et opérés par Chris Nicholson de Deep Sea Systems International Inc. Le ROV était équipé de caméras stéréoscopiques miniatures et de lentilles grand-angle afin de produire des images 3-D. Les commanditaires comprenaient la NOAA, la National Geographic Society, le Corps du génie de l'armée des États-Unis, la société historique des naufrages sur les Grands Lacs (GLSHS) et le United States Fish and Wildlife Service des États-Unis, ce dernier fournissant le navire de support RV Grayling. Le GLSHS utilisa une partie des cinq heures de séquences vidéo prises au cours des plongées dans un documentaire et la National Geographic Society en fit un segment d'émission. En 1990, Frederick Stonehouse, qui a écrit l'un des premiers livres sur l'épave du Fitzgerald, fut modérateur d'un groupe de discussion visionnant la vidéo pour estimer les causes du naufrage mais qui n'arriva à aucune conclusions.
L'explorateur canadien Joseph B. MacInnis organisa et dirigea six plongées à financement public vers l'épave sur une période de trois jours en 1994. Le Port Branch Oceanographic Institute fournit le navire de soutien Edwin A. Link et leur submersible habité, le Celia. Le GLSHS paya 10 000 $US pour que trois de ses membres se joignent aux plongées et puissent prendre des photos. MacInnis n'a pu lui aussi en venir à une conclusion sur la cause du naufrage. La même année, le plongeur sportif expérimenté Fred Shannon forma Deepquest Ltd. et organisa une plongée avec des fonds privés de l'épave du Fitzgerald en utilisant un submersible. Deepquest Ltd effectua sept plongées et prit plus de 42 heures de vidéo sous-marine et Shannon établit le record pour la plus longue plongée submersible vers le Fitzgerald, soit 211 minutes,. Avant d'effectuer les plongées, Shannon étudia les cartes de navigation de la NOAA et constata que la frontière internationale avait changé trois fois avant leur publication en 1976. Il détermina avec les coordonnées GPS de l'expédition de la Deepquest qu'au moins un tiers de l'épave était dans les eaux américaines.
Le groupe de Shannon a découvert les restes d'un membre d'équipage, partiellement vêtu de salopettes et d'un gilet de sauvetage, se trouvant face vers le haut sur le fond du lac à côté de la proue du navire. Ceci indiqua qu'au moins un membre de l'équipage était au courant de la possibilité de couler,. La toile du gilet de sauvetage était détériorée et six blocs de liège rectangulaires étaient clairement visibles. Shannon en conclut qu'un bris catastrophique de la structure du navire en surface avait mené au naufrage.
MacInnis mena une autre série de plongées en 1995 pour sauver la cloche du Fitzgerald. La tribu amérindienne des Saulteaux (Ojibwés) s'est portée garant d'un prêt d'un montant de 250 000 $CAN pour l'expédition. Une combinaison de plongée de l'ingénieur canadien Phil Nuytten, connu sous le nom « Newtsuit », fut utilisée pour récupérer la cloche du navire, la remplacer par une réplique, et mettre une canette de bière en offrande dans le poste de pilotage du Fitzgerald. Cette même année, Terrence Tysall et Mike Zee plongèrent vers l'épave avec un mélange de gaz appelé Trimix dans leurs bonbonnes. Ils sont les seules personnes à avoir touché l'épave du Fitzgerald, ils établirent des records pour la plus profonde plongée dans les Grands Lacs et furent les premiers plongeurs à atteindre le navire sans l'aide d'un submersible. Il fallut six minutes pour atteindre l'épave, six minutes pour l'étudier, et trois heures avant de refaire surface pour éviter un accident de décompression.

### Restriction de plongée
En vertu de la Loi sur le patrimoine de l'Ontario, les activités sur les sites archéologiques enregistrés nécessitent un permis. En mars 2005, le Whitefish Point Preservation Society accusa la Great Lakes Shipwreck Historical Society (GLSHS) de mener une plongée non autorisée vers le Fitzgerald. Bien que le directeur de la GLSHS ait admis que l'organisme ait effectué un balayage sonar de l'épave en 2002, il a nié qu'une telle enquête exigeait un permis à l'époque. Le gouvernement de l'Ontario a modifié sa loi en avril 2005 pour préciser son étendue, rendant le permis spécifiquement nécessaire pour les plongées, le fonctionnement de submersibles, le balayage latéral de sonars ou l'utilisation de caméras sous-marines dans un rayon désigné autour des sites protégés,. Toute activité sans permis entraîne une amende de 1 million $CDN.
La loi fut modifiée pour protéger les sites d'épaves considérés comme des « tombes sous-marines ». Le gouvernement de l'Ontario publia des règlements mis à jour en janvier 2006, y compris une zone d'un rayon de 500 mètres autour de Fitzgerald et d'autres sites archéologiques marins spécifiquement désignés,. En 2009, une nouvelle modification de la Loi sur le patrimoine de l'Ontario étendit les exigences à tout type de dispositif d'arpentage.

## Causes du naufrage
La cause exacte et les circonstances du naufrage ne sont pas connues avec certitude malgré les reconnaissances sous-marines sur l'épave. Un ensemble de facteurs décrits ci-dessous furent présentés pour expliquer l'événement. Il est fort probable qu'il n'y ait pas une seule cause au naufrage mais que plusieurs de ces facteurs se sont conjugués pour couler le navire.

### Météo
Le service météorologique (NWS) manqua complètement la prévision du déplacement de la tempête le 9 novembre. Il se rajusta graduellement avec les nouvelles observations mais les bulletins d'avertissements furent toujours un peu en retard sur l'intensité du système et de ses effets. Le NTSB trouva par conséquent que la hauteur des vagues fut sous-estimée. Il faut dire qu'en 1975 les prévisions météorologiques se faisaient surtout par des techniques diagnostiques car les modèles par ordinateurs étaient encore assez grossiers. À ce chapitre, le capitaine du Wilfred Sykes fit mieux avec sa prévision personnelle que le NWS, comme mentionné antérieurement.
En 2005, le National Weather Service de la NOAA fit une simulation informatique des conditions météorologiques et de houle, pour la période allant du 9 novembre jusqu'au petit matin de 11 novembre 1975, avec toutes les données disponibles et avec le plus récent modèle de prévision numérique du temps et des vagues. L'analyse montra que deux zones distinctes de grands vents apparurent sur le lac Supérieur à 16 h le 10 novembre. Dans la première, la vitesse était supérieure à 43 nœuds (80 km/h) et dans l'autre, il était de plus de 40 nœuds (74 km/h). Sur la partie sud-est du lac, la direction vers laquelle le Fitzgerald se dirigeait, se retrouvaient les vents les plus forts donnant une hauteur des vagues moyennes de près de 5,8 m. Vers 19 h, les vents dépassaient les 43 nœuds (80 km/h) sur la majeure partie du sud-est du lac Supérieur.
Selon la position finale du Fitzgerald, il coula à l'extrémité Est de la zone de vents forts dans la simulation, là où le fetch, la distance au-dessus du lac où souffle le vent sans rencontrer d'obstacle, était maximal et produisait des vagues ayant en moyenne plus de 7,0 m à 19 h et de plus de 7,6 m à 20 h. La simulation démontra également qu'une vague sur 100 atteignait 11 m et une sur 1000, 14 m. Étant donné que le navire se dirigeait vers l'est-sud-est, ces vagues pouvaient facilement donner un roulis dangereux au Fitzgerald.
Au moment du naufrage, le navire Arthur M. Anderson rapporta des vents du nord-ouest à 50 nœuds (93 km/h), ce qui correspond aux résultats de la simulation, soit 54 nœuds (100 km/h). La simulation montra également que les vents maximums soutenus furent près de force d'ouragan à environ 61 nœuds (113 km/h), avec des rafales à 75 nœuds (139 km/h), au lieu du naufrage.

### Vague scélérate

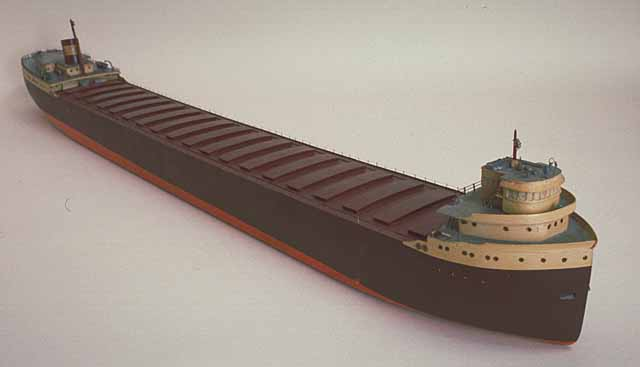
Modèle à l'échelle du SS Edmund Fitzgerald.

Le phénomène des «trois sœurs» se produit sur le lac Supérieur quand une séquence de trois ondes scélérates se forment avec une amplitude d'un tiers plus grand que les ondes normales. Lorsque les vagues frappent le pont d'un navire, l'eau de chacune ne peut être évacuée totalement avant la suivante et cause un effet d'empilement qui crée une surcharge soudaine de tonnes d'eau.
Un tel groupe fut signalé dans les environs du Fitzgerald au moment où il a coulé,. Le capitaine Cooper du Anderson a en effet indiqué que son navire fut frappé par deux vagues de ce type ayant de 30 à 35 pieds (10,7 m) de hauteur vers 18 h 30. La première engloutit les cabines arrière et endommagea un canot de sauvetage. La seconde submergea le pont. Cooper poursuivit en disant que ces deux vagues, et peut-être une troisième, ont poursuivi dans la direction du Fitzgerald vers le moment du naufrage. Ces «trois sœurs» auraient pu aggraver les problèmes de gîte et de perte de vitesse déjà connus du Fitzgerald, permettant à l'eau de rester sur le navire plus longtemps que d'habitude.
L'épisode à propos du Edmund Fitzgerald de la série télévisée Dive Detectives en 2010 simula cette situation grâce au bassin d'ondes du Conseil national de recherches Canada à Saint-Jean de Terre-Neuve et produisit une vague scélérate équivalente à 17 mètres sur un modèle à l'échelle du Fitzgerald. L'expérience montra qu'une telle vague pourrait presque complètement submerger la proue ou la poupe du navire, au moins temporairement.

### Inondation de la cale
Les 26 juillet 1977, la Garde-côte américaine suggéra dans son rapport que l'accident pouvait avoir été causé par un problème de fermeture des écoutilles. Des séquences vidéo du site de l'épave montraient que la plupart des pinces de fermeture des compartiments étaient en parfait état et seules quelques pinces étaient endommagées, probablement les seules attachées, et donc que l'eau se serait infiltrée par les autres. Ces dispositifs auraient donc échoué à empêcher les flots d'entrer dans la soute et l'inondation progressive, et imperceptible durant le voyage, aurait abouti à une perte fatale de la flottabilité et de stabilité. Par conséquent, Le Fitzgerald aurait été englouti sans avertissement. Il est à noter que les cales des laquiers de l'époque n'avaient pas de séparations étanches des compartiments. Ainsi la soute de 24 379 m3 était divisée en trois compartiments par des écrans de division ne s'étendant pas jusqu'aux écoutilles, ce qui permettait à toute la cale d'être inondée au lieu de limiter l'infiltration à la section où les écoutilles pourraient être la cause d'infiltration.
Dès le début de l'enquête de l'USCG, certaines des familles de l'équipage et diverses organisations syndicales crurent que les résultats de l'USCG pourraient être entachés car il y avait de sérieuses questions sur la neutralité de l'organisme à la suite de changements des règles de navigation à l'époque. Paul Trimble, un vice-amiral à la retraite de l'USGS, et président de l'Association des transporteurs des Grands Lacs (LCA), écrivit une lettre au Conseil national de la sécurité des transports (NTSB) le 16 septembre 1977, où il objecta aux conclusions de l'USCG. Il y mentionna que les panneaux d'écoutille étaient de conception avancée et considérés par l'ensemble de l'industrie maritime du lac comme une amélioration significative sur le dispositif précédent. Il insista que les panneaux monoblocs s'étaient montrés satisfaisants en toutes conditions climatiques, sans une seule perte de navire en presque 40 ans d'utilisation et sans accumulation d'eau dans les cales. Le NTSB nota cependant que le manque de séparation des compartiments était un défaut qui devrait être corrigé car c'est un problème similaire qui fut en partie la cause du naufrage du Titanic.
D'autre part, selon l'auteur Wolff, il était courant pour les cargos de minerai, même par mauvais temps, de ne pas verrouiller tous les panneaux au départ. Les verrous étaient généralement fermés en un ou deux jours selon les conditions météorologiques. Le capitaine Paquette du navire Wilfred Sykes rejeta aussi la suggestion que les panneaux déverrouillés auraient pu causer le naufrage du Fitzgerald.
Le 4 mai 1978, les conclusions du NTSB différèrent de l'USCG et se basèrent grandement sur les dommages observés sur les écoutilles lors des plongées du CURV-III. Des simulations informatiques, des tests et des analyses furent effectués afin de déterminer les forces nécessaires pour replier les panneaux d'écoutille tel qu'observé,. Il en a été conclu que le Fitzgerald a coulé soudainement à la suite de l'inondation de la soute en raison de l'effondrement d'un ou plusieurs des panneaux d'écoutille sous le poids des masses d'eau apportées par les vagues et non par l'inondation progressive en raison de la fermeture incomplète des écoutilles. Cette opinion dissidente du NTSB conclut que le Fitzgerald devait avoir coulé soudainement et de manière inattendue à cause du déferlement de vagues amplifiées par la diminution de la profondeur du lac à cet endroit.

### Heurt du fond et mauvaises cartes de navigation
La LCA estima que la cause la plus probable de la perte du Fitzgerald était la diminution de la profondeur dans le haut-fond de Six Fathom Shoal au nord-ouest de l'île Caribou, le navire ratissant le fond lorsque le phare et la balise-radio de Whitefish Point n'étaient pas disponibles pour le diriger. Cette théorie provient du fait qu'un relevé hydrographique canadien de l'endroit en 1976 révéla la présence d'une crête inconnue à 800 m plus à l'est que sur les cartes antérieures, là où les officiers du Anderson dirent avoir vu passer le Fitzgerald. Les cartes antérieures provenaient de sondages de 1916 et 1919 par l'U.S. Lake Survey, du côté américain, et de données d'avant 1973 du service hydrographique canadien de l'autre. Un sondage fait à la demande du NTSB nota également que le haut-fond Six Fathom Shoal s'étendait jusqu'à 1,6 km plus à l'est.
Les partisans de cette théorie conclurent que la torsion du rail rapporté par le capitaine McSorley du Fitzgerald proviendrait du fait que la proue et la poupe étaient recourbées vers le bas pendant que la partie centrale était soulevée par le haut-fond. Les plongées vers le Fitzgerald ont inspecté également le haut-fond Six Fathom Shoal après le naufrage mais n'ont trouvé aucune preuve d'une collision ou d'un sillage récent. Les auteurs Bishop et Stonehouse écrivirent que cette théorie fut contestée plus tard à partir des photos de haute résolution prises par l'expédition de Shannon en 1994 et qui montrèrent que la poupe renversée du Fitzgerald n'avait subi aucun dommage de la quille, de l'hélice ou du gouvernail du navire compatibles avec le heurt d'un haut-fond,.
Paul Hainault, professeur retraité en génie mécanique de l'université technologique du Michigan a proposé une théorie alternative lors d'un projet de classe pour ses élèves. Selon cette hypothèse, le Fitzgerald pourrait avoir frappé le fond du lac vers 9 h 30 le 10 novembre sur le haut-fond Superior Shoal, une montagne sous-marine au milieu du lac Supérieur à 80 km au nord de Copper Harbor (Michigan), avec des pics tout près de la surface et que les navires évitent généralement,. Une seiche, ou onde stationnaire, causée par la tempête sur le lac Supérieur fut observée aux écluses du Sault, inondant l'avenue Portage à Sault Sainte-Marie (Michigan). Le mouvement de cette seiche, selon Hainault, pourrait avoir déporté le Fitzgerald sur le Superior Shoal, frappant sa coque sur 61 m et la perçant à la section centrale. L'action des vagues par la suite aurait continué à endommager la coque, jusqu'à ce que le tiers médian s'affaisse, en laissant le navire maintenu seulement par le pont central. La section arrière, agissant comme une ancre, se serait arrêtée à l'endroit du naufrage pendant que le devant du Fitzgerald aurait continué par inertie et se serait détaché en quelques secondes. La pression d'air comprimé dans la soute aurait pu faire un trou à l'avant tribord envoyant cette section à 18 degrés de celle arrière lors du naufrage. L'arrière continuant sur erre grâce au moteur toujours en marche, aurait roulé à bâbord et atterri la coque vers le haut.

### Dommages structurels
Une autre théorie soutient qu'une structure déjà affaiblie par l'usage et la modification de la ligne de flottaison en hiver du Fitzgerald (qui permet un chargement plus lourd et de voyager plus bas dans l'eau) permirent à de grandes vagues de provoquer une fracture de stress dans la coque. Cette hypothèse, basée sur les vagues moyennes énormes de la tempête, et non sur des vagues scélérates, fut étudiée par l'USCG et le NTSB.
L'enquête de 1976 avec le CURV III trouva que les deux sections du navire étaient séparées de 52 m et le rapport de l'USCG de juillet 1977 conclut qu'elles furent séparées après avoir heurté le fond du lac. Le NTSB est arrivé à la même conclusion parce que la proximité des sections de proue et de poupe sur le fond du lac Supérieur indiquait que le navire avait coulé en une seule pièce et qu'il se brisa soit en touchant le fond, soit lors de la descente. Par conséquent, le Fitzgerald n'aurait pas subi un bris structurel catastrophique de la coque en surface. Le NTSB poursuivit en notant que si le Fitzgerald avait subi une défaillance structurale et chaviré en surface, il est peu probable que les deux parties en serait venues à reposer à une si courte distance l'une de l'autre et toutes les deux auraient eu la quille sur le fond.
D'après l'historien maritime Frederick Stonehouse, qui présidait au comité d'examen des séquences vidéo de l'enquête ROV 1989 sur le Fitzgerald, l'étendue des débris de minerai de fer sur le site de l'épave montrait que la poupe avait flotté en surface pendant une courte période et s'est vidée en partie dans la section avant. Ainsi les deux sections de l'épave n'auraient pas coulé en même temps. L'équipe de Shannon en 1994 révéla que la poupe et la proue étaient à 78 m de distance l'une de l'autre ce qui l'incita à conclure que Fitzgerald s'était rompu en surface, cette distance ne supportant pas la théorie selon laquelle le navire aurait plongé au fond en une seule pièce car les deux sections seraient beaucoup plus proches dans ce cas.
La théorie de fracture de stress fut soutenue par les témoignages d'anciens membres d'équipage. L'ancien deuxième lieutenant Richard Orgel, qui a servi sur le Fitzgerald en 1972 et 1973, témoigna que : « le navire avait tendance à fléchir pendant les tempêtes » comme un plongeoir. Orgel mentionna avoir détecté un stress excessif dans les tunnels secondaires du navire dont la peinture se fissurait lorsqu'il était soumis à un stress sévère. George H. Burgner, le chef steward du Fitzgerald pendant dix saisons et son gardien en hivernage depuis sept ans, témoigna que la quille et deux carlingues du navire étaient soudée par points et qu'il avait personnellement observé bon nombre de soudures brisées. Burgner ne fut pas invité à témoigner devant la Commission d'enquête sur le naufrage.
Le SS Arthur B. Homer et le Fitzgerald sont des navires jumeaux construits dans le même chantier en utilisant des joints soudés, au lieu de joints rivetés comme dans les anciens cargos de minerai. Les joints rivetés permettent à un navire de fléchir et de travailler dans les mers fortes, tandis que les joints soudés sont plus susceptibles de se briser. Les rapports indiquent que les réparations à la coque du Fitzgerald furent retardés en 1975 en raison de plans pour l'allonger au cours de l'hivernage suivant. Le Homer, allongé à 251 m, fut remis en service en décembre 1975 mais en 1978, sans explication, la Bethlehem Steel refusa l'autorisation au président du NTSB de voyager sur le navire. Le Homer fut remisé de façon permanente en 1980 et mis à la ferraille en 1987 ce qui souleva nombre de questions quant à savoir si les deux navires avaient des problèmes structurels.
L'architecte naval à la retraite de la GLEW, Raymond Ramsey, l'un des membres de l'équipe de conception de la coque du Fitzgerald, examina le registre d'entretien de sa ligne de flottaison abaissée, ainsi que l'histoire des ruptures de navires à longues coques et conclut que le Fitzgerald n'était peut-être pas en état de naviguer le 10 novembre 1975. Il déclara que les plans du Fitzgerald, pour être compatible avec la Voie maritime du Saint-Laurent, avaient placé sa coque dans une marge d'erreur restreinte, difficile à estimer sans le bénéfice d'analyses informatisées. La construction modulaire et le tout-soudé (au lieu du riveté) était également une première pour le chantier naval GLEW,. Ramsey en conclut que l'augmentation de la longueur de la coque 222 m donnait lieu à un rapport l/D (rapport de la longueur du bateau par rapport à la profondeur de la structure) qui a provoqué une flexion multi-latérale excessive de la coque qui aurait dû être renforcée structurellement pour faire face à l'augmentation de sa longueur,.

### Dommages au pont
L'USCG cita la possibilité que des dommages causés au rail de clôture et aux évents par un objet lourd flottant sur le lac, comme un tronc d'arbre. L'historien maritime Mark Thompson croit que c'est une partie de la superstructure du pont qui se détacha. Il théorisa que la perte des évents entraîna l'inondation de deux citernes de ballast, ou bien d'une citerne de ballast et d'un tunnel d'entretien, qui ait causé la gîte du navire. Le capitaine n'aurait pu le détecter depuis la cabine de pilotage, ce qui laissa le temps à l'inondation de remplir la soute. Thompson pensa que de tels dommages au Fitzgerald se seraient produits à 15 h 30 le 10 novembre, et qu'aggravés par la grosse mer, c'était l'explication la plus évidente pour expliquer le naufrage.

## Retombées du naufrage

### Compensations aux familles
En vertu du droit maritime, les navires relèvent de la compétence des tribunaux d'amirauté de leur pays d'enregistrement. Comme le Fitzgerald naviguait sous le pavillon des États-Unis, même s'il a coulé dans les eaux canadiennes, il était soumis à la loi américaine. Ayant une valeur de 24 millions $US (1975), la perte financière du Fitzgerald fut la plus importante de l'histoire de la navigation sur les Grands Lacs à l'époque. Ceci était sans compter l'équipage et la perte de la cargaison coulés avec le navire.
Deux veuves des membres d'équipage déposèrent une poursuite de 1,5 million $US contre les propriétaires du navire, la Northwestern Mutual, et l'opérateur, la Oglebay Norton Corporation, une semaine après le naufrage.
Un montant supplémentaire de 2,1 millions $US fut réclamé plus tard. Oglebay Norton déposa une requête devant la Cour de district des États-Unis (United States District Court) afin de limiter sa responsabilité à 817 920 $US dans le cadre d'autres procès intentés par les familles des membres de l'équipage. Environ 12 mois avant la sortie des résultats de l'enquête sur la tragédie, la société versa finalement une indemnisation aux familles des victimes mais un accord de confidentialité ne permet pas de connaître les montants. Robert Hemming, un journaliste et éditeur, spécula dans son livre à propos du naufrage du Fitzgerald que les conclusions de l'USCG étaient si bénignes, ne blâmant ni la compagnie, ni le capitaine, qu'il a sauvé Oglebay Norton d'un procès très coûteux.

### Modifications des règles de navigation
L'enquête de l'USCG sur le naufrage du Fitzgerald fit quinze recommandations concernant les lignes de flottaison, l'étanchéité des navires, les unités de recherche et sauvetage, l'équipement de sauvetage, la formation des équipages, les manuels de chargement et l'information aux capitaines des navires des Grands Lacs. L'enquête du NTSB fit 19 recommandations pour l'USCG, quatre recommandations pour l’American Bureau of Shipping et deux recommandations pour la NOAA. Parmi ces recommandations, les actions suivantes furent suivies par l'USCG et les autres intervenants :
1. En 1977, tous les navires de 1 600 tonneaux de jauge brute et plus, reçurent ordre de se munir de sondeurs acoustique de la profondeur[131] ;
2. Depuis 1980, les combinaisons de survie sont nécessaires à bord du navire dans les quartiers de chaque membre d'équipage et à leur poste de travail habituel. Celles-ci et les gilets de sauvetage doivent être munis de lumières stroboscopiques[132] ;
3. Un système LORAN-C de positionnement pour la navigation sur les Grands Lacs fut mis en œuvre en 1980 et plus tard remplacé par le système de positionnement global (GPS) dans les années 1990[133] ;
4. Des radiobalises de localisation des sinistres (RLS) furent installées sur tous les navires des Grands Lacs[132] ;
5. Les cartes de navigation pour le nord-est du lac supérieur furent améliorées[134] ;
6. La NOAA a révisé sa méthode de prévision de la hauteur des vagues[134] ;
7. L'USCG annula la permission de 1973 à propos de l'abaissement de la hauteur du franc-bord et de la ligne de flottaison[135] ;
8. L'USCG initia un programme d'inspection annuel avant novembre recommandé par le NTSB. Les inspecteurs de la Garde côtière montent maintenant à bord de tous les navires américains au cours de l'automne pour inspecter l'état des trappes et des évents, ainsi que l'équipement de sauvetage[136].

L'une des recommandations de l'USCG, soit la mise en place de compartiments étanches séparant les sections de la cale, ne fut jamais suivie. Cette recommandations fut même émise dès le naufrage du Daniel J. Morrell en 1966. La ligue des armateurs (LCA) s'y est opposée à cause des coûts, semblant faire passer leurs intérêts au-dessus des vies de l' équipage. Seulement quelques cargos en furent munies depuis 1975.
Karl Bohnak, un météorologue de la péninsule supérieure du Michigan, écrivit à propos du naufrage et de la tempête dans un livre sur l'histoire de la météo locale. Dans ce livre, Joe Warren, un matelot de pont sur l’Anderson le 10 novembre déclara que la tempête a changé la façon dont la navigation se fait maintenant : « Après cela, croyez-moi, quand un coup de vent survient, nous laissons tomber l'ancre... parce qu'ils ont trouvé que même les grands navires pouvaient couler. » Mark Thompson écrivit : « Depuis la perte du Fitz, certains capitaines sont plus enclins à se mettre à l'ancre, plutôt que de s'aventurer dans une tempête, mais il y a encore trop de gens qui aiment à se présenter comme des marins de gros temps. »

### Commémorations et monument
Le lendemain du naufrage, l'Église des marins (Mariners’ Church) à Détroit sonna le glas 29 fois, une fois pour chaque vie perdue. Une cérémonie commémorative se tient annuellement à la date du naufrage. Depuis 2006, elle fut étendue à toutes les vies perdues sur les Grands Lacs,.
La cloche du navire fut récupérée le 4 juillet 1995 et une réplique, gravée des noms des 29 marins qui ont perdu leur vie, fut mise à sa place sur l'épave. Un document juridique signé par 46 parents des défunts, des représentants de l'Église des marins de Détroit et de la Société historique des naufrages des Grands Lacs (Great Shipwreck Lakes Historical Society ou GLSHS) prêtèrent la cloche au mémorial permanent du naufrage à Whitefish Point (Michigan) pour honorer la mémoire des 29 hommes du SS Edmund Fitzgerald. Les termes de l'accord juridique rendent le GLSHS responsable de l'entretien de la cloche, interdisant sa vente, son déplacement ou son utilisation à des fins commerciales. Il prévoit le transfert de la cloche à l'Église des marins de Détroit en cas de non-respect.
Un tollé eut lieu en 1995 quand un ouvrier d'entretien à Saint-Ignace (Michigan) enleva la couche protectrice, appliquée par des experts de l'Université d'État du Michigan, lors d'une rénovation de la cloche. La controverse continua lorsque le GLSHS voulut utiliser la cloche dans une exposition itinérante en 1996. Les parents de l'équipage s'opposèrent à ce que la cloche soit ainsi utilisée comme un « trophée ». Elle est maintenant exposée au Musée du GLSHS à Whitefish Point.
Une ancre du Fitzgerald, perdue lors d'un précédent voyage, fut récupérée dans la rivière Détroit. Elle est exposée au Musée Dossin des Grands Lacs à Detroit. Le musée accueille également un événement à propos des naufragés des Grands Lacs chaque année le soir du 10 novembre. Les artefacts exposés au musée Steamship Valley Camp de Sault Sainte-Marie (Michigan) comprennent deux canots de sauvetage, des photos, un film, des modèles réduits et des peintures commémoratives du Fitzgerald. Chaque 10 novembre, le phare Rock Split de Silver Bay (Minnesota) émet un faisceau en l'honneur de l’Edmund Fitzgerald.
La Monnaie royale canadienne émit une pièce d'une once (31,39 grammes) en argent fin de 20 $CAN en commémoration du 40e anniversaire du naufrage du Fitzgerald en 2015,.

### Dans les arts
En 1976, le chanteur-compositeur canadien Gordon Lightfoot enregistra la chanson « The Wreck of the Edmund Fitzgerald » pour son album Summertime Dream. Dans l'émission du samedi Morning Edition du réseau National Public Radio (NPR) du 14 février 2015, Gordon Lightfoot expliqua que lorsqu'il vit le nom mal orthographié (Edmond au lieu d'Edmund) dans le magazine Newsweek deux semaines après le naufrage, il voulut restaurer la mémoire des morts de cette tragédie. La ballade de Lightfoot fit ainsi du naufrage du Fitzgerald l'une des catastrophes les plus connues de l'histoire de la navigation sur les Grands Lacs.
Bien qu'inspirées par les rapports du naufrage dans les journaux, les paroles originales de la chanson montrent une certaine licence poétique par rapport aux événements. Ainsi, elle indique la destination comme Cleveland au lieu de Détroit. À la lumière de nouvelles informations, Lightfoot modifia certains passages dans ses concerts mais les enregistrements sur disque ou CD restent inchangés,. La chanson fut reprise par de nombreux artistes dont le groupe de rock Rheostatics de Toronto, et en 2004 par The Dandy Warhols.
En 1986, l'écrivain Steven Dietz et l'auteur-compositeur/parolier Eric Peltoniemi écrivirent la comédie musicale « Ten November » à la mémoire du naufrage. En 2005, la pièce fut reprise au Théâtre Fitzgerald de Saint Paul (Minnesota) dans une version de concert appelée « The Gales of November », lors du 30e anniversaire du naufrage,. Shelley Russell, professeur du théâtre à l'université du Nord du Michigan, écrivit une pièce intitulée « Holdin 'Our Own  qui fut présentée à l'université en 2000.
Un concerto pour piano intitulé « The Edmund Fitzgerald » fut composé par Geoffrey Peterson en 2002 et présenté par l'Orchestre symphonique de Sault-Sainte-Marie (Ontario), en novembre 2005 à une autre commémoration du 30e anniversaire du naufrage.

### Commercialisation
L'importance de l'image et de l'histoire du naufrage du Fitzgerald en fit un objet de commercialisation dans l'industrie touristique des Grands lacs, surtout dans la région immédiate de Two Harbors, Minnesota, et Whitefish Point, Michigan. Les souvenirs mis en vente incluent des décorations de Noël, des Tee-shirts, des tasses à café, des verres de bière, des vidéos et autres objets commémoratifs.

### Source
- (en) Cet article est partiellement ou en totalité issu de l’article de Wikipédia en anglais intitulé « SS Edmund Fitzgerald » (voir la liste des auteurs).